# Martinstraße 27 (Esslingen)

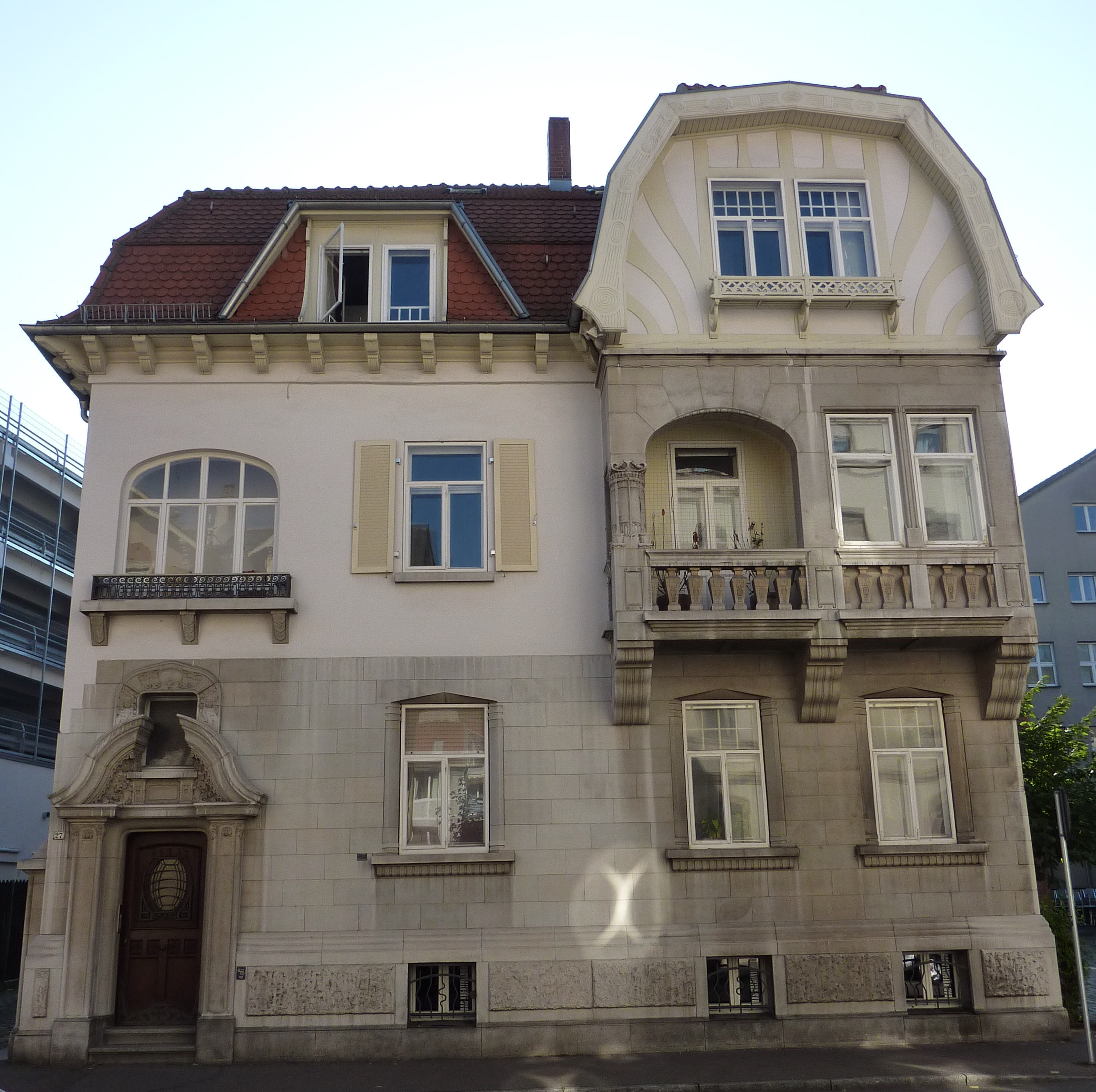
Straßenfassade

Das Bauwerk Martinstraße 27 in Esslingen am Neckar ist eine ehemalige Unternehmervilla.

## Geschichte und Beschreibung
Hermann Falch entwarf die 1904 errichtete Jugendstilvilla für den Fuhrunternehmer August Blocher, der auf dem benachbarten Grundstück Martinstraße 27/1 seinen mehrstöckigen Pferdestall und mehrere Wirtschaftsgebäude hatte. Blochers Villa ist zweigeschossig und verputzt. Die Schaufassade auf der Straßenseite besitzt ein neubarock wirkendes Portal mit plastischem Schmuck in Form von Masken und Tierköpfen sowie einen asymmetrisch eingegliederten Erker mit einer Loggia und einem Jugendstilfachwerkgiebel. Das Erdgeschoss ist mit phantasievollen Hausteinarbeiten verziert.
An und in dem Haus, das als eines der wenigen Beispiele reinen Jugendstils in Esslingen gilt, sind zahlreiche bauzeitliche Elemente erhalten geblieben. Dazu zählen die Fensterflügel und die Blumenbalkone aus Eisen und Holz ebenso wie die originale Haustür samt Beschlag und die Fenstergitter sowie das Treppenhaus und die Wohnungstüren.
Das Areal, auf dem Blochers Gebäude standen, wurde 1913 durch Franz Schäffler mit einer Jugendstilmauer aus Eisenbeton mit quadratischen Fenstern eingefriedet. Auch diese Mauer ist erhalten geblieben.

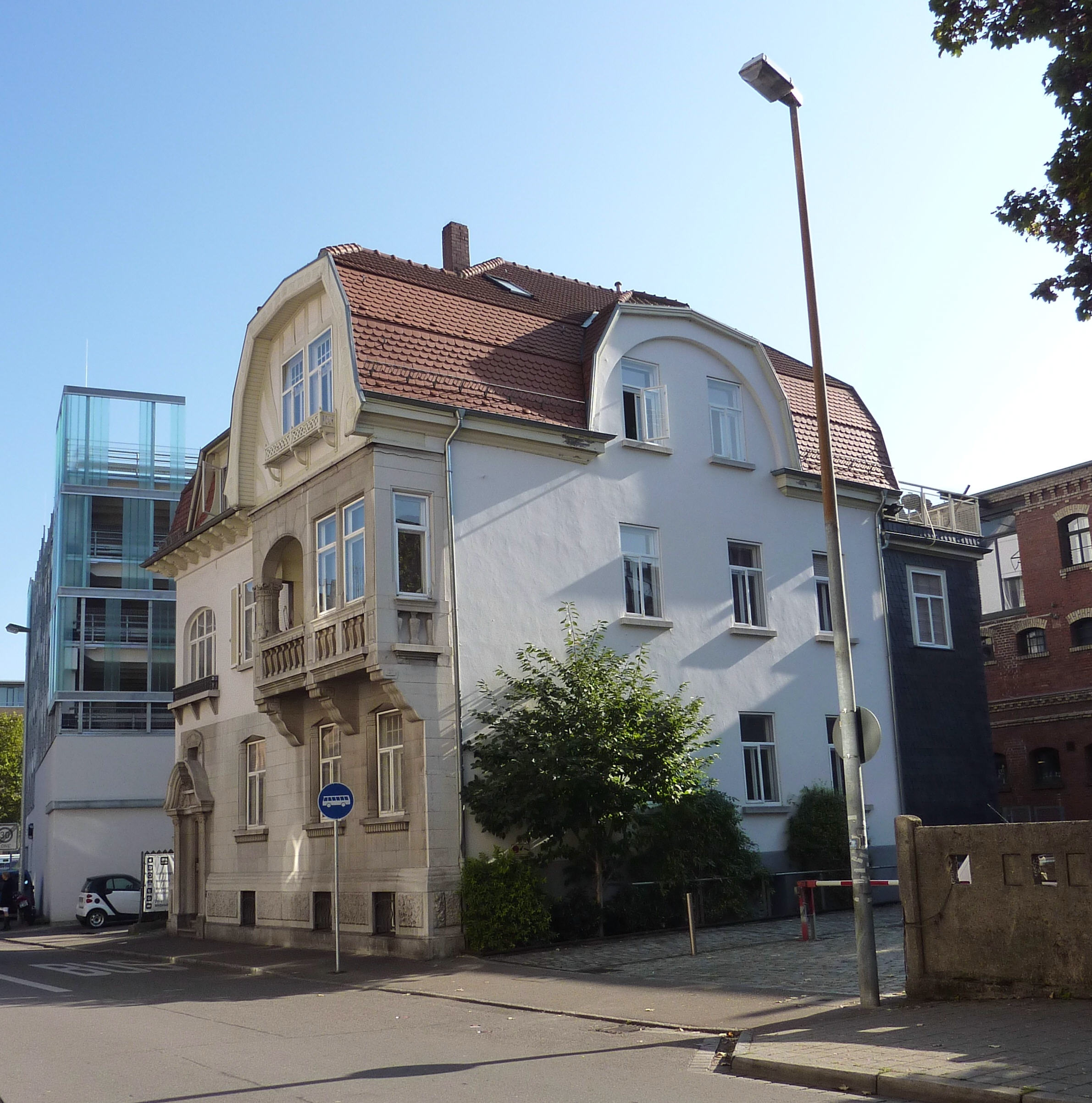
Ansicht von Nordwesten
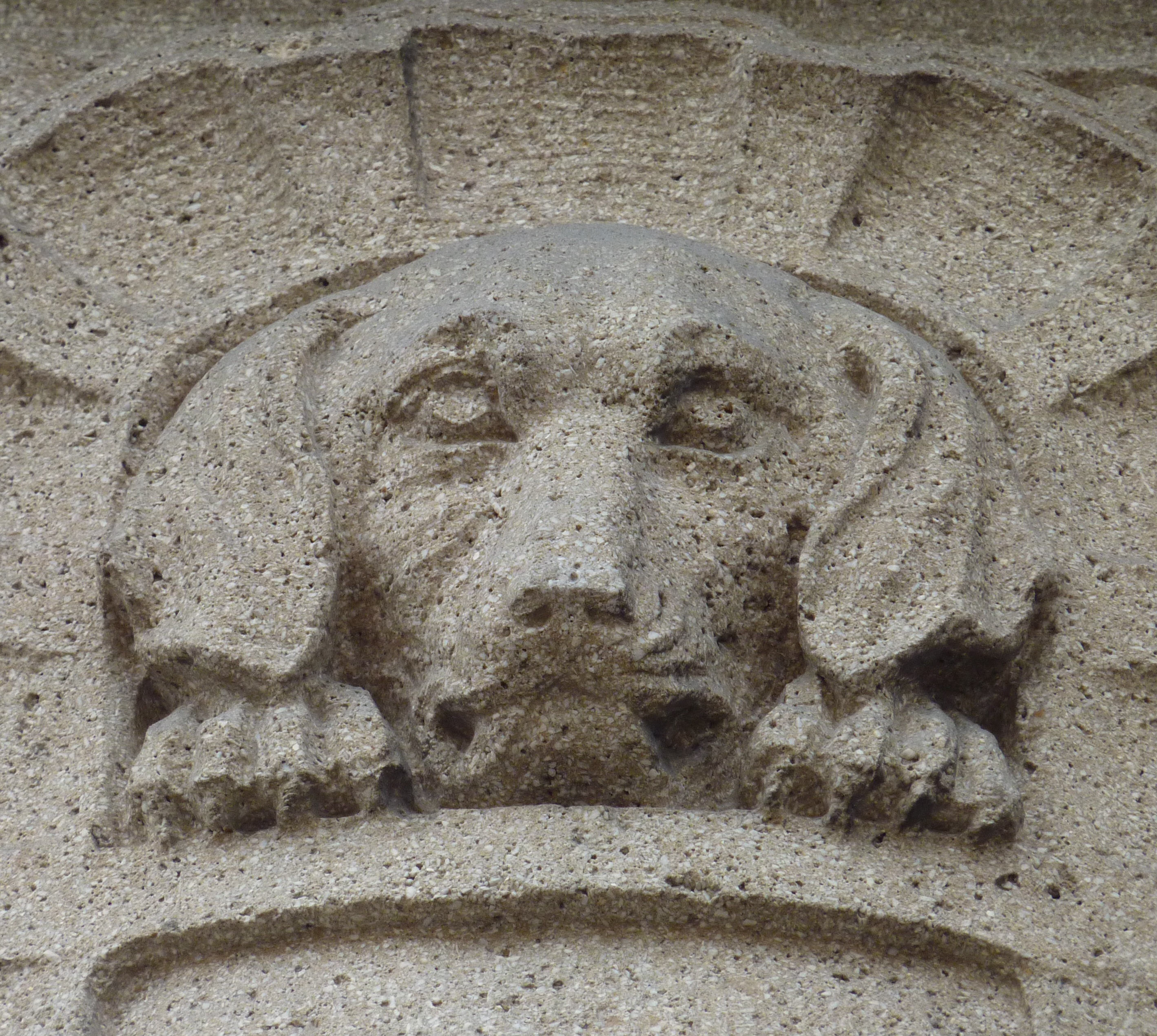
Portalschmuck
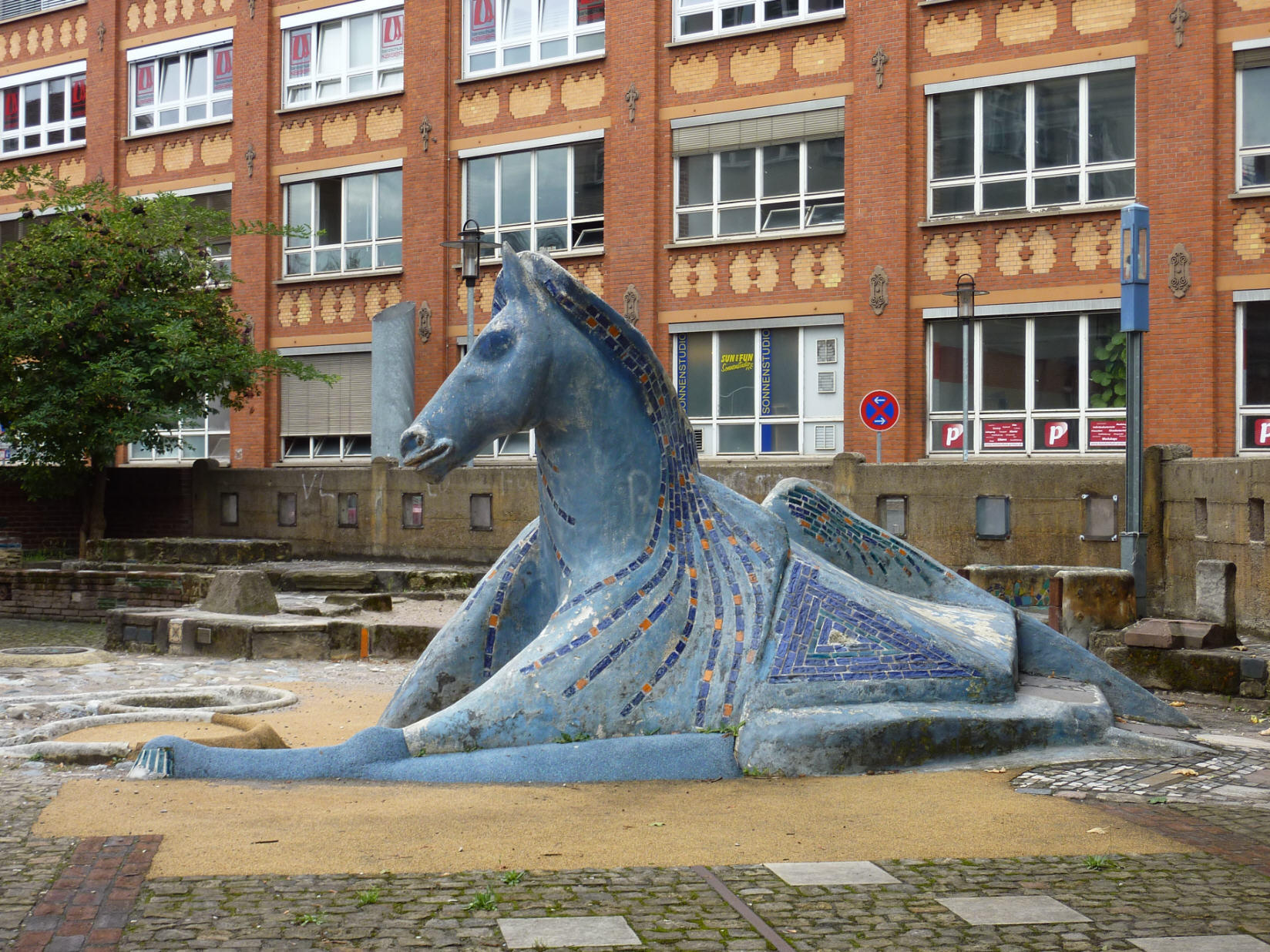
Schäfflers Mauer von 1913. Die Pferdefigur im Vordergrund erinnert an Blochers bzw. Kuno Barths Fuhrgeschäft.